# Ellesump
Ellesump er en næringsrig mose, domineret af Rød-el. I ellesumpe er der ofte stående vand og rød-el er det eneste naturligt forekommende træ i Danmark, der tåler at have rødderne under vand i længere perioder, eventuelt hele året rundt. Rød-el forekommer dog også på våd skovbund, sammen med birk og pil. Ellesump tilhører den plantesociologiske klasse Alno-Ulmion.
Rød-el er et lystræ, og i de vådeste dele af ellesumpen vokser en række næringskrævende vandplanter, f.eks. Gul Iris og Eng-kabbeleje med smukke gule blomster, samt en række andre kraftigt voksende vådbunds-planter.
I tidligere tider blev der ofte drevet stævningsdrift i ellesumpen, hvilket har været med til at frembringe såkaldte "elletrunter", hvor træet har dannet nye rødder over vandoverfladen. På gamle elletrunter findes ofte en række forskellige bregner.